# Aeropuerto Internacional de Turkmenbashi
El Aeropuerto Internacional de Turkmenbashi (en turcomano: Türkmenbaşy halkara aeroporty) (IATA: KRW, ICAO: UTAK) es el segundo aeropuerto internacional más grande en el país asiático de Turkmenistán. Se encuentra ubicado en la ciudad de Türkmenbaşy (antes llamada Krasnovodsk). El aeropuerto abrió sus puertas en 1959. Los vuelos salen de Asjabad (Aeropuerto de Asjabad), Daşoguz y Estambul (Aeropuerto Internacional Atatürk). 
En abril de 2010, se inauguró un nuevo edificio terminal de cuatro pisos, con una capacidad de 800 pasajeros por hora. Además, una nueva torre de control, con una altura de 61 metros, se puso en funcionamiento. Está equipado con un equipo especial de Siemens y Thales, así como con instalaciones de alojamiento para recibir personas Vip, y realizar reuniones y conferencias.